# Sándor Ivády
Sándor Béla Gábor Ivády (ur. 1 maja 1903 w Budapeszcie, zm. 21 grudnia 1998 w Wiedniu) – węgierski piłkarz wodny. Dwukrotny medalista olimpijski.
Na igrzyskach startował dwa razy (1928 oraz 1932) i z drużyną waterpolistów sięgnął po dwa medale. W 1928 Węgrzy zajęli drugie miejsce, w 1932 triumfowali. Dwa razy był mistrzem Europy (1931, 1934). W 1929 został mistrzem Węgier.
Jego ojciec Béla Ivády był politykiem, ministrem w latach 1931-1932.